# Josef Gabriel Rheinberger
Josef Gabriel Rheinberger, född 17 mars 1839 i Vaduz i Liechtenstein, död 25 november 1901 i München. Liechtensteins mest berömde tonsättare, även om han verkade större delen av sitt liv i Tyskland. Som tonsättare var han, såsom många andra, starkt påverkad av Felix Mendelssohn.
Rheinberger spelade orgel redan vid sju års ålder, studerade 1851–54 vid musikkonservatoriet i München, där han senare (1859) blev lärare, var 1865–67 repetitör vid hovoperan och från 1867 inspektor för musikkonservatoriet (med professors titel) samt blev 1877 dirigent för den kungliga kapellkören. Han blev 1899 hedersdoktor vid Münchens universitet. Han vann världsrykte som lärare i komposition. 
Rheinbergers verk omfattar mer än 200 opustal. Han är mest känd för sina orgelverk, däribland 20 sonater och två konserter, hans kantater Toggenburg, Klärchen auf Eberstein, Wittekind samt oratoriet Christophorus. Dessutom skrev han ouvertyrer till "Demetrius" och "Så tuktas en argbigga", symfonimålningen Wallenstein, operorna Die sieben Raben (1869) och Thürmers Töchterlein (1873), musik till Pedro Calderón de la Barcas "El mágico prodigioso", en mängd kyrkomusik (bland annat tolv mässor, requiem, hymner och motetter) samt kammarmusik, pianokompositioner, körsånger och visor.

## Verkförteckning
- Orgelsonat nr 3 G-dur (Pastoralsonat),  op.88  (1875)
- Orgelsonat nr 4 a-moll  (Tonus Peregrinus),  op.98  (1876)
- Missa Ess-dur,  op.109
- Orgelsonat nr 5 Fiss-dur,  op.111  (1878)
- Orgelsonat nr 8 e-moll,  op.132  (1882)
- Orgelkonsert nr 1 F-dur,  op.137  (1884)
- Stabat Mater g-moll,  op.138
- Orgelsonat nr 11 d-moll,  op.148  (1887)
- Sex stycken för violin och orgel,  op.150
- Orgelsonat nr 12 Dess-dur,  op.154  (1888)
- Orgelsonat nr 13 Ess-dur,  op.161  (1889)
- Orgelsonat nr 14 C-dur, op.165  (1890)
- Svit för violin och orgel,  op.166
- Orgelsonat nr 15 D-dur, op.168  (1891)
- Mässa i B-dur för manskör och blåsorkester (eller orgel), op.172
- Orgelsonat nr 16 giss-moll,  op.175  (1893)
- Orgelsonat nr 17 H-dur (Fantasisonat),  op.181  (1894)
- Orgelkonsert nr 2 g-moll,  (1894)
- Orgelsonat nr 18 A-dur,  op.188  (1897)
- Tolv trios,  op.189  (1897)
- Orgelsonat nr 19 g-moll,  op.193  (1899)
- Orgelsonat nr 20 F-dur,  op.196  (1900)